# Ion Ioniță (ciclist)
Ion Ioniță (n. 14 iulie 1928, Constanța, România) este un fost ciclist român.

## Carieră
Sportivul s-a apucat de ciclism în 1946 la AS „Dezrobirea” Constanța. Din 1948 a fost legimitat la CCA din București. În 1950 a câștigat primul titlu național. În total a cucerit 30 de titluri de campion național îndeosebi pe velodrom dar a participat și la Cursa Păcii din 1953.
El a reprezentat România la Jocurile Olimpice de vară din 1952 și cele din 1960 în proba de 1000 m cu start de pe loc. În 1952 el a terminat al șaselea, în timp ce la 1960 s-a clasat pe locul 12.